# Dermographisme

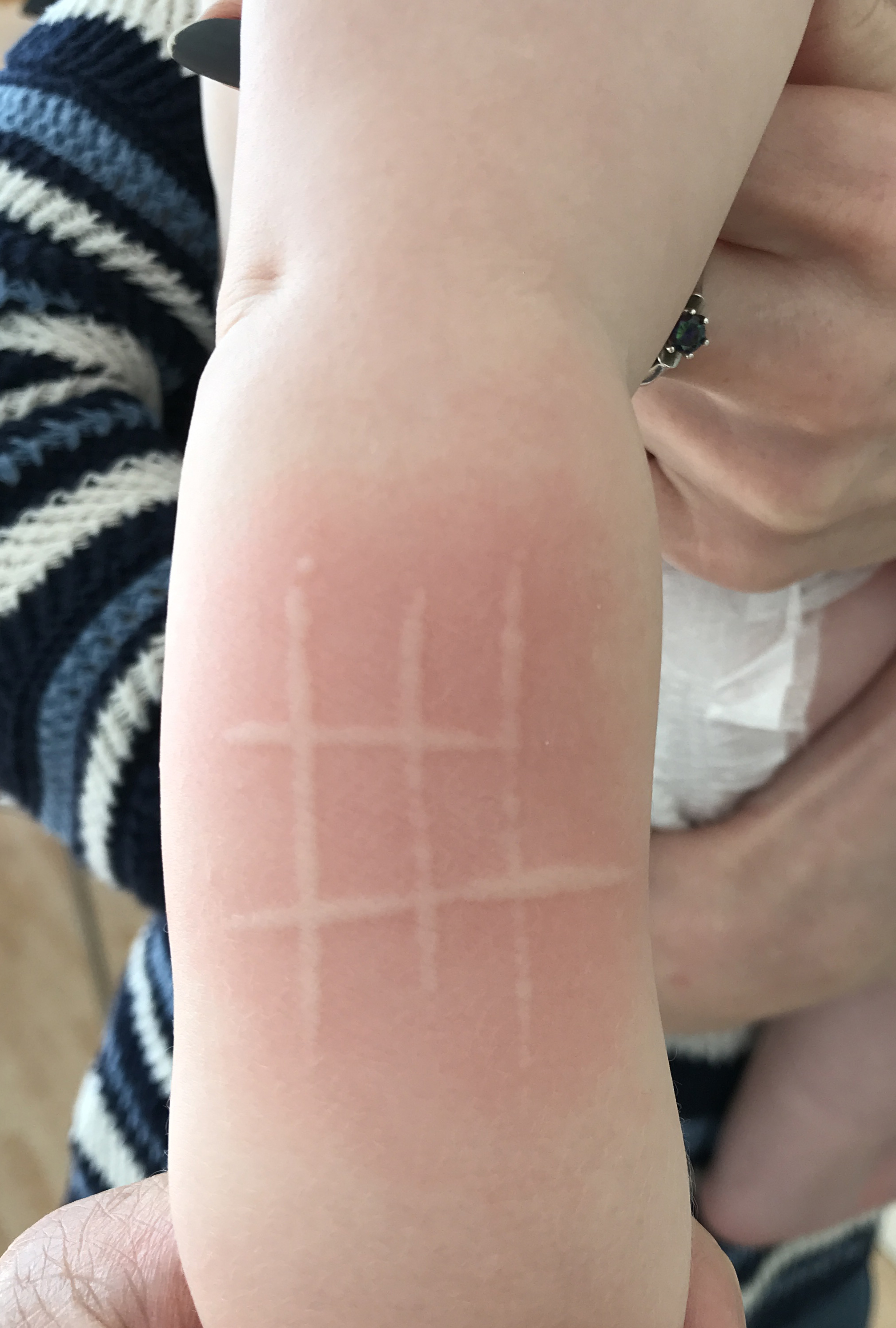

Dermographisme, ou dermatose stéréographique ou encore autographisme, se réfère à une sensibilité particulière de la peau de certains sujets ; on dit parfois « dermographisme digital » dans la mesure où le trouble peut apparaître simplement en écrivant sur la peau avec l'ongle, parfois simplement le doigt, ou encore des tracés peuvent apparaître à la suite des frottements. Le résultat est un rougissement du tracé effectué, qui peut être suivi d'un gonflement tout le long de ce tracé dont les contours apparaissent en relief. On peut alors « lire » ce qui a été écrit ou contempler le dessin qu'on a fait. Ce phénomène est déclenché de manière encore plus facile avec un stylet ou une pointe émoussée. On voit apparaître un trait rouge suivi d'une saillie de coloration blanche.

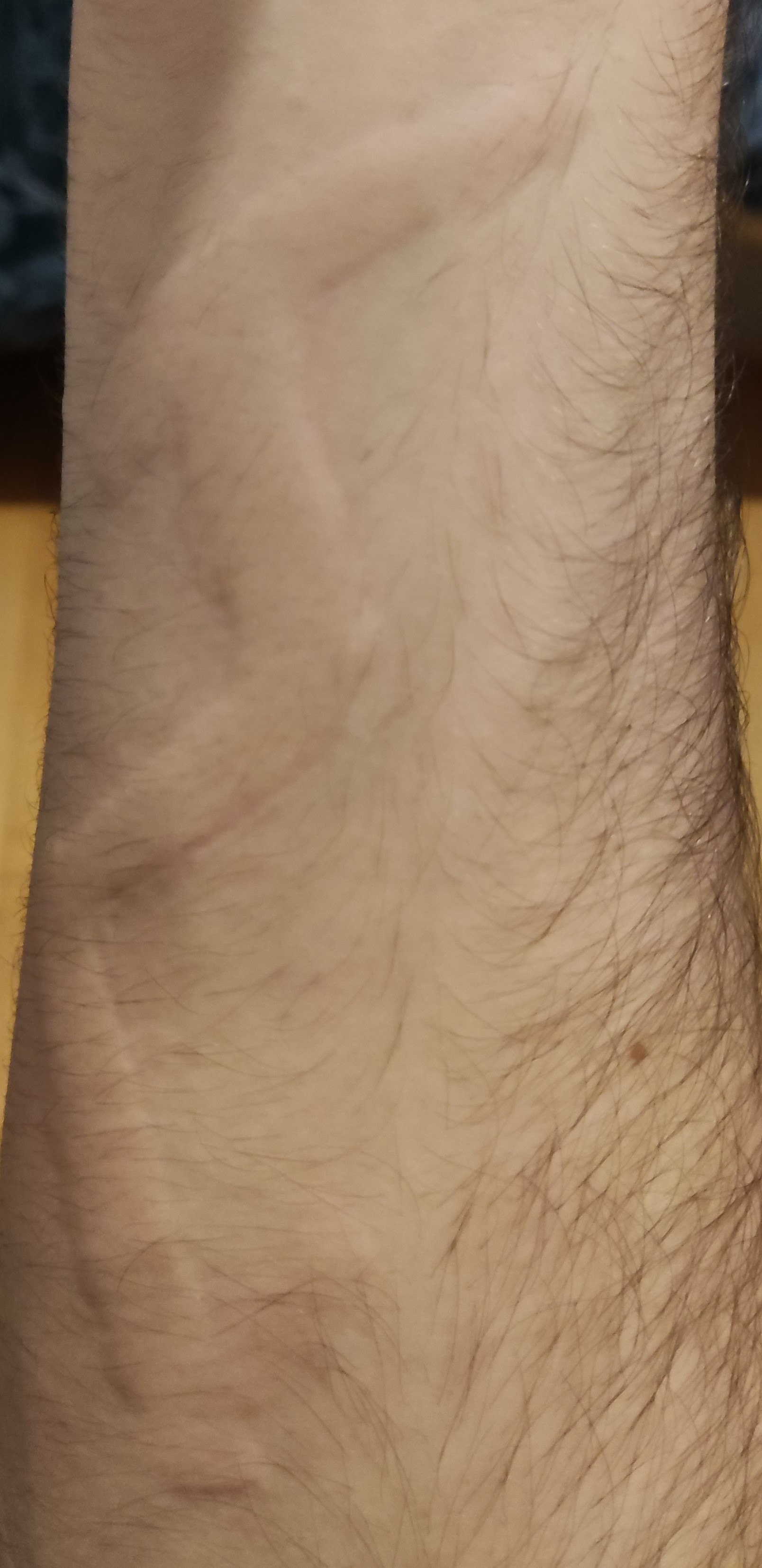

Il s'agit en fait d'une forme particulière d'urticaire : les « urticaires physiques », c'est-à-dire les urticaires dont le facteur déclenchant est un facteur physique (le froid, l'exposition solaire, la pression cutanée) qui prend sa source dans le sang car en lien avec la dégradation de l'histamine qui se joue dans le sang et les intestins (cf. DAO).
Les urticaires physiques regroupent le dermographisme, l'urticaire au froid, l'urticaire aquagénique, etc.
La lésion apparaît quelques minutes seulement après la stimulation de la peau. Il s'agit d'une raie rouge puis blanche devenant saillante et formant un bourrelet pendant un temps plus ou moins long (qui est de plusieurs minutes). La lésion peut démanger ou non.
Le dermographisme peut être source de démangeaisons qui peuvent s'exprimer sur l'ensemble de corps -jusqu'àpiquer- voire dans la cavité bucale. Pour les faire cesser, gratter jusqu'à expression complète des rougeurs et des gonflements sur la peau ou prendre un antihistaminique (sur prescription médicale). Les antihistaminiques soulagent momentanément mais ne guérissent pas. Un phénomène d'accoutumance peut en diminuer voire annihiler les effets. Il sera donc judicieux d'en prendre "à la demande" et avec parcimonie. 
Le dermographisme doit faire l'objet d'un diagnostic médical, établi par un dermatologue. S'il est invalidant, des traitements pourront être prescrits. En cas d'aggravation ou d'association à une urticaire chronique spontanée, il est indispensable de consulter un médecin. Des mesures d'hygiène de vie peuvent être mises en place pour retrouver un peu de confort au quotidien.
Si le dermographisme démange ou est douloureux, le patient pourra également se tourner vers des associations spécialisées dans l'accompagnement des maladies d'urticaire chronique ou de maladies cutanées. Le patient pourra également se tourner vers des sites d'informations pour obtenir des réponses sur leur maladie.
Il peut être un marqueur du syndrome d'activation mastocytaire SAMA voir aussi ici (dont le diagnostic doit être établi dans un Centre de Référence des Mastocytoses proche de votre lieu de vie (CEREMAST, Centre des Mastocytoses au PLEMaRa pour Lille),,.

## Physiopathologie
L'apparition de l'inflammation de la peau est liée à la libération d'histamine et secondairement de sérotonine dans la peau (ces substances sont produites ici par des mastocytes). Le déclenchement de cette sécrétion est de type non allergique et est souvent associé à une urticaire chronique. Divers stimulus, ne passant pas par une immunité humorale (IgE) et/ou cellulaire vont activer la dégranulation mastocytaire et provoquer les symptômes.
Le réflexe de Müller (de) est une forme de dermographisme douloureux qui survient si on passe une aiguille sur la peau du sujet. On attribue ce réflexe à une excitabilité sympathique excessive.